# Mille pezzi di un delirio
Mille pezzi di un delirio (Track 29) è un film del 1988 diretto da Nicolas Roeg.
È un film drammatico a sfondo giallo statunitense e britannico con Theresa Russell, Gary Oldman e Christopher Lloyd. È un remake dell'episodio Schmoedipus della serie televisiva antologica Play for Today trasmesso il 20 giugno 1974.

## Produzione
Il film, diretto da Nicolas Roeg su una sceneggiatura di Dennis Potter, fu prodotto da Rick McCallum per la HandMade Films e girato a Wilmington e a Wrightsville Beach in Carolina del Nord con un budget stimato in 5 milioni di dollari.

## Distribuzione
Il film fu distribuito con il titolo Track 29 al cinema dalla Island Pictures e per l'home video dalla Cannon Video nel 1989 negli Stati Uniti dal 12 luglio 1988. Nel Regno Unito fu distribuito dal 5 agosto 1988 dalla Recorded Releasing.
Alcune delle uscite internazionali sono state:
- in Francia il 15 maggio 1988 (Cannes Film Festival)
- in Francia nel settembre del 1988 (Deauville Film Festival)
- negli Stati Uniti nel settembre del 1988 (Telluride Film Festival)
- negli Stati Uniti il 9 settembre 1988 (a New York)
- in Canada il 10 settembre 1988 (Toronto International Film Festival)
- negli Stati Uniti il 16 settembre 1988 (Boston Film Festival)
- negli Stati Uniti il 31 ottobre 1988 (Greater Fort Lauderdale Film Festival)
- in Australia il 3 novembre 1988
- in Danimarca il 26 dicembre 1988 (Afsporet)
- in Germania Ovest il 12 gennaio 1989 (Track 29 - Ein gefährliches Spiel)
- in Giappone il 22 luglio 1989
- in Belgio il 25 gennaio 1990 (Gent)
- in Spagna il 2 marzo 1990 (a Madrid) e il 27 aprile 1990 (a Barcelona) (Ruta 29)
- in Portogallo l'8 giugno 1990 (Armadilha Sentimental)
- in Grecia (Paranomi elxi)
- in Serbia (Put 29)
- in Polonia (Tor 29)
- in Finlandia (Väärillä raiteilla)
- in Italia (Mille pezzi di un delirio)

## Critica
Secondo il Morandini il film è "un grottesco dove l'ironia si alterna col sarcasmo e il realismo con la metafora, il dramma psicanalitico si stempera in buffoneria irridente, la tensione ossessiva è illuminata da lampi di feroce allegrezza". Secondo Leonard Maltin il film è una "originale commedia nera" che, "anche tenendo conto delle eccentricità del regista Roeg e dello scrittore Potter, è piuttosto strambo e non particolarmente divertente".

## Promozione
La tagline è: "He Was Her Dream And Her Obsession. Her Son... And Her Lover".

## Riconoscimenti
- 1988 - MystFest
  - Miglior attrice (Theresa Russell)